# Günter Böser
Günter Böser est un tireur sportif allemand.

## Palmarès
Günter Böser a remporté l'épreuve Hizadai Original aux championnats du monde MLAIC 1996 à Warwick